# Liste der Naturdenkmale in Bad Saulgau
| Naturdenkmale | Anzahl |
| ------------- | ------ |
| FND           | 8      |
| END           | 17     |
| Gesamt        | 25     |

Die Liste der Naturdenkmale in Bad Saulgau nennt die verordneten Naturdenkmale (ND) der im baden-württembergischen Landkreis Sigmaringen liegenden Stadt Bad Saulgau. In Bad Saulgau gibt es insgesamt 25 als Naturdenkmal geschützte Objekte, davon drei flächenhafte Naturdenkmale (FND) und 22 Einzelgebilde-Naturdenkmale (END).
Stand: 2. August 2024.

## Flächenhafte Naturdenkmale (FND)
| Name                                                    | Bild | Kennung     | Einzelheiten | Position | Fläche Hektar | Datum         |
| ------------------------------------------------------- | ---- | ----------- | ------------ | -------- | ------------- | ------------- |
| Lindenallee an der Buchauer Str.                        | BW   | 84371000001 | Bad Saulgau  | ⊙        | 0,2           | 13. Jan. 1939 |
| Birkenallee am Bernhauser Weg                           | BW   | 84371000002 | Bad Saulgau  | ⊙        | 0,6           | 25. Sep. 1940 |
| Birkenallee Fußweg nach Kloster                         | BW   | 84371000003 | Bad Saulgau  | ⊙        | 0,9           | 25. Sep. 1940 |
| Erlen und Eschen am Kronriedbach                        | BW   | 84371000004 | Bad Saulgau  | ⊙        | 0,6           | 25. Sep. 1940 |
| Baumgruppe an der Kiesgrube beim Bildstock (Bernhausen) | BW   | 84371000008 | Bad Saulgau  | ⊙        | 0,1           | 25. Sep. 1940 |
| Park Dietzsch (Großtissen)                              | BW   | 84371000020 | Bad Saulgau  | ⊙        | 1,1           | 13. Jan. 1939 |
| Tissener Mösle                                          | BW   | 84371000021 | Bad Saulgau  | ⊙        | 1,2           | 10. Mai 1991  |
| Toteislöcher Lochäcker (Renhardsweiler)                 | BW   | 84371000025 | Bad Saulgau  | ⊙        | 0,2           | 6. Feb. 1992  |
| Legende für Naturdenkmal                                |      |             |              |          |               |               |

## Einzelgebilde (END)
| Name                                                   | Bild | Kennung     | Einzelheiten | Position | Fläche Hektar | Datum         |
| ------------------------------------------------------ | ---- | ----------- | ------------ | -------- | ------------- | ------------- |
| Blutbuche                                              | BW   | 84371000024 | Bad Saulgau  | ⊙        | 0,0           | 13. Jan. 1939 |
| Kastanie (Luditsweiler)                                | BW   | 84371000023 | Bad Saulgau  | ⊙        | 0,0           | 25. Sep. 1940 |
| 2 Eschen (Moosheim)                                    | BW   | 84371000022 | Bad Saulgau  | ⊙        | 0,0           | 25. Sep. 1940 |
| Friedenslinde (Fulgenstadt)                            | BW   | 84371000019 | Bad Saulgau  | ⊙        | 0,0           | 28. Jan. 1994 |
| Hoflinde Bernhausen                                    | BW   | 84371000007 | Bad Saulgau  | ⊙        | 0,0           | 25. Sep. 1940 |
| Bäume (Friedberg)                                      |      | 84371000013 | Bad Saulgau  | ???      | 0,0           | 25. Sep. 1940 |
| Bäume und Gebüsch (Braunenweiler)                      |      | 84371000011 | Bad Saulgau  | ???      | 0,0           | 25. Sep. 1940 |
| Baumgruppe (Bad Saulgau)                               |      | 84371000026 | Bad Saulgau  | ???      | 0,0           | 25. Sep. 1940 |
| Baumgruppe südlich der Kapelle                         |      | 84371000005 | Bad Saulgau  | ???      | 0,0           | 25. Sep. 1940 |
| Gebüsch und Bäume (Friedberg)                          |      | 84371000012 | Bad Saulgau  | ???      | 0,0           | 25. Sep. 1940 |
| Hecken am südlichen Ortsausgang (Bierstetten)          |      | 84371000010 | Bad Saulgau  | ???      | 0,0           | 25. Sep. 1940 |
| Hecken (Fulgenstadt)                                   |      | 84371000016 | Bad Saulgau  | ???      | 0,0           | 25. Sep. 1940 |
| Hecken im Greut (Fulgenstadt)                          |      | 84371000015 | Bad Saulgau  | ???      | 0,0           | 25. Sep. 1940 |
| Hecken und Bäume am Hohlweg (Fulgenstadt)              |      | 84371000017 | Bad Saulgau  | ???      | 0,0           | 25. Sep. 1940 |
| Hecken und Baumgruppen (Fulgenstadt)                   |      | 84371000014 | Bad Saulgau  | ???      | 0,0           | 25. Sep. 1940 |
| Schiller- und Kaiserhöhe                               |      | 84371000006 | Bad Saulgau  | ???      | 0,0           | 25. Sep. 1940 |
| 1 Kastanienbaum beim Kreuz am Hungerberg (Bierstetten) |      | 84371000009 | Bad Saulgau  | ???      | 0,0           | 25. Sep. 1940 |
| Legende für Naturdenkmal                               |      |             |              |          |               |               |